# 尤拉克尼揚山
12°06′13″S 75°52′32″W / 12.10361°S 75.87556°W
尤拉克尼揚山（Yuraq Ñan），是秘魯的山峰，位於該國中南部利馬大區，由堯約斯省的萬卡亞區負責管轄，屬於秘魯中部山脈的一部分，海拔高度4,600米。